# Moos Linneman
Moos Linneman (geboren als Nicolaas Linnemann, Amsterdam, 11 juni 1931 – aldaar, 31 oktober 2020) was een Nederlands bokser. Hij nam tweemaal deel aan de Olympische Spelen.

## Biografie
Linneman, wiens vader van Duitse afkomst, G.W. Linnemann, een groentezaak had, werd als kind 'Moosie' genoemd. Zijn oudere broer Ben was een bokser in de zwaargewichtsklasse. De twee jongens trainden onder begeleiding van Dick Groothuis. Moos Linneman was zestien jaar oud toen hij zijn bokscarrière begon.
In 1948 werd hij Nederlands kampioen in de vedergewichtsklasse. Hij deed in dat jaar ook mee aan de Olympische Spelen in Londen, waar hij het in de eerste ronde aflegde tegen Kevin Martin uit Ierland. In 1950 werd hij Nederlands kampioen in de weltergewichtsklasse en twee jaar later nam hij in die klasse deel aan de Olympische Spelen in Helsinki. Hij won van Peter Müller en George Issabeg, maar verloor in de kwartfinale van Günther Heidemann. In 1953 bokste hij in het Frascati-theater in Amsterdam zijn honderdste wedstrijd als amateur.
Op 21 december 1954 maakte hij onder de naam 'Nick Moos' zijn debuut als professioneel bokser. Hij bokste in drie jaar als beroepsbokser zestien wedstrijden, waarvan hij de eerste vijftien won. Zijn laatste wedstrijd verloor hij van Peter Waterman uit Engeland. Hij beëindigde zijn bokscarrière in 1957 en werkte tot in de jaren negentig als bloemist met een kraam aan het Hoofddorpplein in Amsterdam.
In april 2006 werd in een aflevering van Holland Sport aandacht besteed aan Linnemans bokscarrière.